# Pierre Womé
Pierre Nlend Womé (Douala, 26 de Março de 1979) é um ex-futebolista camaronês que atuava como defensor. Wome foi campeão olímpico.

## Carreira
Clubes pelos quais ele jogou, antes de se transferir para o Werder, incluem Vicenza Calcio, A.S. Lucchese-Libertas, AS Roma, Brescia, Bologna FC, Fulham, RCD Espanyol e mais recentemente a Inter de Milão.
Se retirou dos gramados no Canon Yaoundé.

## Seleção
Em 8 de outubro de 2005, Wome perdeu um pênalti nos minutos finais no último jogo de Camarões nas Eliminatórias para a Copa do Mundo de 2006 contra o Egito, jogo esse que poderia levar os camaroneses para a Copa do Mundo de 2006, porém com o resultado quem se classificou foi a Costa do Marfim.

## Títulos
Camarões
- Copa das Nações Africanas: 2000 e 2002